# Мексички дрекавац
Мексички дрекавац (Alouatta palliata mexicana) је подврста плаштастог дрекавца, врсте примата (Primates) из породице пауколиких мајмуна (Atelidae). 

## Распрострањење
Врста има станиште у Мексику и Гватемали.

## Угроженост
Ова врста је крајње угрожена и у великој опасности од изумирања.